# ダナ・ザトペコワ
ダナ・ザトペコワ（Dana Zátopková、1922年9月19日 - 2020年3月13日）は、チェコスロバキアの陸上競技選手。1952年ヘルシンキオリンピック女子やり投げの金メダリスト、1960年ローマオリンピック女子やり投げの銀メダリストである。
彼女の夫は、ヘルシンキオリンピックで長距離3冠のエミール・ザトペックであり、生年月日が同じである。ヘルシンキオリンピックでは、エミールが5000mで金メダルを獲得したわずか1時間後に彼女も金メダルを獲得した。
ザトペコワは1954年、1958年のヨーロッパチャンピオンに輝き、また1958年には55m73の世界新記録を樹立している。
現役引退後は、90歳を過ぎても後進の指導などに精力的にあたった。
2020年3月13日、プラハ市内の病院で死去。97歳没。